# Ритчи, Джеймс
Джеймс Дейл Ри́тчи (англ. James Dale Ritchie 4 ноября 1976 — 12 ноября 2016) — американский серийный убийца, действовавший в городе Анкоридже и прилегающей местности в период между июлем и августом 2016 года. Обвиняется в убийстве по меньшей мере 5 человек из револьвера Colt Python. Убит при задержании в перестрелке с сотрудниками полиции.

## Биография
Джеймс Дейл Ритчи родился 4 ноября 1976 в городе Анкоридж, штат Аляска, США. Учился в «East Anchorage High School», обладая ростом в 191 см, был спортсменом и членом школьных команд по регби и баскетболу. В 1994 году участвовал в чемпионате штата в одной команде с Траджаном Лэнгдоном. После этого он был завербован командой по регби Университета Западной Виргинии. В университете Ритчи пробыл около года, после чего был отчислен за неуспеваемость и вынужден вернуться назад в Анкоридж.

### Попытка ареста и смерть
Ритчи был убит на углу 5-й авеню и Кордова-стрит в Анкоридже во время перестрелки с 38-летним офицером Арном Салао и 34-летним сержантом Марком Пацке из полиции Анкориджа 12 ноября 2016 года. Офицер Салао, отвечая на вызов об неоплаченных проездах в такси, заметил Ритчи, идущего по улице в 4:30 утра. Салао подъехал к Ритчи и попросил его остановиться, предположительно, чтобы спросить, был ли он свидетелем преступления. Ритчи продолжил идти, побудив Салао повторить вопрос в мегафон. Без предупреждения Ритчи повернулся, подошел к машине Салао, вытащил свой Colt Python и открыл по Салао огонь, ранив его шесть раз. Салао вышел из своей патрульной машины и открыл ответный огонь, одновременно вступив в физическую конфронтацию с Ритчи. Одновременно сержант Пацке из подразделения К9 заметил перестрелку и открыл огонь по Ритчи, который был после застрелен. Салао доставили в районную больницу, где через время был выписан.